# Прекршајни судови Републике Србије
Прекршајни судови Републике Србије су судови посебне надлежности и оснивају се за територију града, односно једне или више општина, односно градских општина. Прекршајни апелациони суд је непосредно виши суд за прекршајни суд. Прекршајни судови могу имати одељење изван свог седишта у којем суди и предузима друге судске радње.
Прекршајни суд у првом степену суди у прекршајном поступку, пружа међународну правну помоћ у оквиру своје надлежности и врши друге надлежности и послове одређене законом.
Прекршајних судова у Србији има 44, без прекршајних судова територију Косова и Метохија.